# Temné století
Jako temné století (lat. saeculum obscurum) se označuje etapa papežství v raném středověku, zhruba vymezená pontifikáty Sergia III. a Jana XII. (904–964). Úpadek papežství v tomto období se uznává jako jeden z významných důvodů, který vedl k velkému schizmatu mezi pravoslavím a římským křesťanstvím. Termín zřejmě jako první použil historik a vrchní vatikánský knihovník Caesar Baronius ve svém díle Annales ecclesiastici (1588).

## Události
Po zhroucení Franské říše v době vlády papeže Hadriána II. ztratilo i papežství ochranu před mocnými. Papežové se na počátku 10. století stali objektem manipulací v rukou římských aristokratů a jejich politických záměrů, kteří se kontrolou papežského stolce snažili dosáhnout nadvlády nad městem a jeho příjmy. Během 10. století se vystřídalo na 30 papežů a vzdoropapežů. Papežství prožívalo hluboký úpadek, mnohdy úřad zastávali muži i ženy nevalné pověsti i přímo zločinci, proto se toto období také nazývá pornokracií – vládou prostitutek.
Papež Jan XII. navázal spojení s německým císařem Otou I., čímž změnil ochránce franské na německé a svázal papežství s německou říší.